# 马吉乡
马吉乡，是中华人民共和国云南省怒江傈僳族自治州福贡县下辖的一个乡镇级行政单位，人口0.8676万（2000年）。

## 行政区划
马吉乡下辖以下地区：
马吉村、布腊村、古当村、木加甲村、马吉米村、乔底村和旺基独村。